# دان رينولدز
دان رينولدز (بالإنجليزية: Dan Reynolds)‏ هو رسام كارتون أمريكي، ولد في 26 يوليو 1960.

## وصلات خارجية
- الموقع الرسمي